# Чулково (Пронский район)
Чулково — село в Пронском районе Рязанской области России, входит в состав Тырновского сельского поселения.

## География
Село расположено в 6 км на юг от центра поселения села Тырново и в 17 км на север от райцентра рабочего посёлка Пронск. 

## История
Чулково в качестве села с церковью Пречистой Богородицы честного и Славного Ее Введения упоминается в окладных книгах 1676 года. В приходе, состоящем их одного только села, было 84 двора, в числе которых упоминается двор монастырский, в котором жил приказчик, 70 дворов крестьянских и 5 бобыльских. B конце XIX века в селе Чулкове существовала деревянная Введенская церковь, время построения которой с точностью неизвестно, с принадлежащею к ней церковною землею, в количестве 33 десятин. С 1872 года церковь значится приписною к Богородицерождественской церкви села Красного. Из епархиального журнала за 1893 год известно, что выдано разрешение к построению нового каменного храма. 19 ноября 1904 года был освящён престол Введения.
В XIX — начале XX века село входило в состав Абакумовской волости Пронского уезда Рязанской губернии. В 1906 году в селе было 139 дворов. 
С 1929 года село являлось центром Чулковского сельсовета Пронского района Рязанского округа Московской области, с 1937 года — в составе Рязанской области, с 2005 года — в составе Тырновского сельского поселения.

## Население
| 1859 | 1897 | 1906  | 2010 |
| ---- | ---- | ----- | ---- |
| 624  | ↗893 | ↗1207 | ↘1   |

## Достопримечательности
В селе находится полуразрушенная Колокольня церкви Введения во храм Пресвятой Богородицы.